# Ломашевский сельсовет
Ломашевский сельсовет — административная единица на территории Глубокского района Витебской области Республики Беларусь.

## Состав
Ломашевский сельсовет включает 15 населённых пунктов:
- Бобрики — деревня.
- Булахи — деревня.
- Васьково — деревня.
- Гатовщина — деревня.
- Караси — деревня.
- Киселево — деревня.
- Кульгаи — деревня.
- Ломаши — агрогородок.
- Ламти — деревня.
- Науменки — хутор.
- Попелы — деревня.
- Рудники — деревня.
- Семенчики — деревня.
- Телеши — деревня.
- Терешково — хутор.

Упразднённые населённые пункты на территории сельсовета:
- Веретеи — хутор.